# Хронологична таблица за откриване и изследване на Европа (XX в.)
| Години                  | Име на откривател, изследовател                              | Направени открития и изследвания | Изследванията засягат следните съвременни държави |
| ----------------------- | ------------------------------------------------------------ | --- | ------------------------------------------------- |
| 1901                    | Степан Макаров                                               | Хидрографски изследвания на бреговете на архипелага Земя на Франц Йосиф и Нова Земя | Русия                                             |
| 1903                    | Вилхелм Рамсай                                               | Провеждане на научни изследвания в Карелия, Олонецка губерния и п-ов Канин | Русия                                             |
| 1903 – 1904             | Йохан Петер Кох                                              | Физикогеографски изследвания и топографско заснемане на части от Исландия | Исландия                                          |
| 1903 – 1905             | Андрей Владимирович Журавски (1882 – 1914), Андрей Григориев | 1903: Изследване района на Болванския залив (на изток от делтата на Печора) и открил множество малки езера; 1904: Изследване на река Адзва (от басейна на Печора) и откриване и картиране на Вашуткините езера (68º с.ш.) в района на изворите ѝ; 1905: Изследване на малките острови в Печорско море – Матвеев (69°28′ с. ш. 58°32′ и. д. / 69.466667° с. ш. 58.533333° и. д.), Гуляеви Кошки (68°56′ с. ш. 55°25′ и. д. / 68.933333° с. ш. 55.416667° и. д.) и Песяков (68°40′ с. ш. 57°30′ и. д. / 68.666667° с. ш. 57.5° и. д.) и езерата на запад от Хайпударския залив | Русия                                             |
| 1903 – 1905             | Антъни Фиала                                                 | Откриване на островите Циглер (80°58′ с. ш. 57°25′ и. д. / 80.966667° с. ш. 57.416667° и. д.), Грили (81°00′ с. ш. 58°18′ и. д. / 81° с. ш. 58.3° и. д.), Чамп (80°40′ с. ш. 56°14′ и. д. / 80.666667° с. ш. 56.233333° и. д.) и Хейс (80°34′ с. ш. 57°42′ и. д. / 80.566667° с. ш. 57.7° и. д.) в архипелага Земя на Франц Йосиф и коригиране очертанията на множество по-рано открити | Русия                                             |
| 1904 – 1905             | Вилялмур Стефансон                                           | Археоложки и етнографски изследвания в Исландия | Исландия                                          |
| 1905 – 1906             | Сергей Никитин                                               | Пълно топографско картиране на планината Мугоджари | Казахстан                                         |
| 1906 – 1910             | Гунар Исаксен                                                | Топографска и батиметрична експедиция на Шпицберген. Първо пресичане на северозападната част на остров Западен Шпицберген и откриване на платото Холтедал. Изследване на планините на остров Земя принц Карл и картиране на северозападната част на архипелага | Норвегия                                          |
| 1907                    | Григорий Иванович Поспелов (1869 – 1933)                     | Детайлно картиране на протока Маточкин Шар, разделящ двата острова на Нова Земя | Русия                                             |
| 1907 – 1909             | Андрей Владимирович Журавски                                 | 1903: Изследване на река Колва (приток на Уса) (1907); река Голяма Синя (ляв приток на Уса) (1908); река Косю (ляв приток на Уса) (1909). На базата на събраните материали от него материали Феодосий Чернишов оконтурява възвишението Чернишов в басейна на река Уса (десен приток на Печора) | Русия                                             |
| 1907 – 1912             | Владимир Русанов                                             | Шесткратни плавания към бреговете на Нова Земя. Изследване на цялото западно и части от източното крайбрежие на Северния и Южния острови, неколкократно пресичане на Северния остров и откриване на няколко реки и езера и залива Машигин (74°45′ с. ш. 56°00′ и. д. / 74.75° с. ш. 56° и. д.) | Русия                                             |
| 1908 – 1909             | Сергей Владимирович Керцелли                                 | Детайлни физикогеографски изследвания на Болшеземелската тундра в долното течение на река Печора | Русия                                             |
| 1909 – 1910             | Нестор Алексеевич Кулик (1886 – 1942)                        | Изследване теченията на реките Адзва и Голяма Роговая, десни притоци на Уса, от басейна на Печора и откриване на възвишението Чернишов между долните им течения | Русия                                             |
| 1910 – 1912             | Ерих фон Дригалски                                           | Топографско аерофотозаснемане с дирижабъла „Граф Цепелин“ на части от архипелага Шпицберген | Норвегия                                          |
| 1910 – 1912             | Николай Зубов                                                | Хидрографски изследвания в Баренцево море и мензулна снимка на залива Митюшиха (73°37′ с. ш. 54°30′ и. д. / 73.616667° с. ш. 54.5° и. д.) на западното крайбрежие на Нова Земя и долното течение на река Пеша | Русия                                             |
| 1911                    | Жан Батист Шарко                                             | Океанографски изследвания в протока Ла Манш | Великобритания, Франция, Белгия                   |
| 1912 – 1913             | Георгий Седов, Владимир Визе                                 | Уточнява конфигурацията на северозападните брегове на Нова Земя, откриване и картиране на заливите Борзов (76°10′ с. ш. 61°00′ и. д. / 76.166667° с. ш. 61° и. д.) и Иностранцев (76°30′ с. ш. 66°00′ и. д. / 76.5° с. ш. 66° и. д.). Изследване на вътрешните райони на Северния остров и откриване на хребетите Менделеев и Ломоносов | Русия                                             |
| 1914                    | Георгий Брусилов, Валериан Албанов                           | Достигане до 83°17′ с. ш. 60°00′ и. д. / 83.283333° с. ш. 60° и. д. на север от архипелага Земя на Франц Йосиф | Русия                                             |
| 1920 – 1923             | Андрей Григориев                                             | Физикогеографски изследвания в Южен Урал и в Болшеземелската тундра в байсейна на река Печора | Русия                                             |
| 1920 – 1927             | Жан Батист Шарко                                             | Океанографски изследвания в Северно и Балтийско море и Бискайския залив |                                                   |
| 1921                    | Николай Владимирович Розе (1890 – 1942)                      | Картиране на част от източния бряг на Северния остров на Нова Земя, между 77º и 75º 40`с.ш. и откриване на залив Благополучие (75°40′ с. ш. 63°45′ и. д. / 75.666667° с. ш. 63.75° и. д.) | Русия                                             |
| 1921 – 1925             | Александър Толмачов                                          | Физикогеографски изследвания на островите Вайгач, Нова Земя и Колгуев | Русия                                             |
| 1921, 1923, 1925 – 1935 | Вера Варсанофева                                             | 1921: Изкачване и изследване на 10 върха в Северен Урал покрай левия бряг на горното течение на река Илич (десен приток на Печора); 1923: Изследване горното течение на река Илич и северната част на хребета Ъйджит Парма; 1925 – 1935: Геоложкото и топографско заснемане на 124-ти лист от Общата геоложка карта на СССР, включващ горните басейни на реките Печора, Сосва и Лозва | Русия                                             |
| 1924 – 1925             | Борис Городков, Александър Николаевич Альошков (1896 – 1949) | Физикогеографски изследвания в Полярен Урал. 1924: От Салехард, достигане до югоизточните части на Полярен Урал, изследване левия приток на Об – река Соб; 1925: Изследване на Урал между 66º и 66º 30`с.ш. и изясняване, че между Малък и Полярен Урал на протежение от 115 км се простира дълбока долина. Изследване левия приток на Об – река Войкар | Русия                                             |
| 1924 – 1925             | Рудолф Самойлович                                            | Изследване и картиране на източния бряг на Нова Земя между 74º и 75º с.ш. Дооткриване на заливите Русанов (75º с.ш.), Неупокоев (74º 50` с.ш.) и Седов (74º 45` с.ш.) и открива заливите Книпович и Циволка (74°25′ с. ш. 58°50′ и. д. / 74.416667° с. ш. 58.833333° и. д.) | Русия                                             |
| 1927, 1929              | Александър Николаевич Альошков                               | Физикогеографски изследвания в Полярен Урал между 64° – 66º с.ш. 1927: Изкачване по река Ляпин (от басейна на Об) и по левия ѝ приток река Маня и откриване на най-високата точка на Урал – връх Народная (1894 м) и още 10 върха с височина между 1600 – 1800 м, в т.ч. връх Карпински. 1929: Извършване на обстойни петроложки изследвания в района на връх Народная | Русия                                             |
| 1928 – 1931             | Андрей Григориев                                             | Физикогеографски изследвания на Колския п-ов. Проследяване на паралелното възвишение Кейви, простиращо се в източната част на Колския п-ов, между 67 – 68º с.ш., в югоизточно направление от 36º до 39º 30` и.д., на протежение около 200 км. Установяване, че възвишението е вододел на реките Поной и Йоканга. На север от Кейви и успоредно на него откриване на много по-ниско възвишение, на юг от долното течение на Поной – на ниско възвишение с височина до 287 м                                                                                                   | Русия                                             |
| 1930                    | Ото Шмид                                                     | Организиране на първата научноизследователска станция на архипелага Земя на Франц Йосиф в Тихия залив (80°20′ с. ш. 52°47′ и. д. / 80.333333° с. ш. 52.783333° и. д.) на остров Хукър | Русия                                             |
| 30-те години на XX в.   | Александър Александрович Чернов (1877 – 1963)                | Откриване и изследване на Печорския каменовъглен басейн и изследване геологията на Северен Урал, Пай Хой, Болшеземелската тундра и Тиманския кряж | Русия                                             |
| 1932                    | Николай Зубов                                                | Първо заобикаляне с кораб от север на архипелага Земя на Франц Йосиф | Русия                                             |
| 1934                    | Николай Адолфович Солнцев (1902 – 1991)                      | Детайлно физикогеографско изследване и картиране на остров Колгуев (69°10′ с. ш. 49°20′ и. д. / 69.166667° с. ш. 49.333333° и. д.) в Баренцево море | Русия                                             |
| 1937                    | Михаил Николаевич Карбасников                                | Изследване на около 200 км, от 36º до 39º и.д. от възвишението Ветрови Пояс, пресичане на няколко места и установяване, че е вододел между Бяло и Балтийско море | Русия                                             |
| 1952 – 1953             | Анатолий Иванович Степанов                                   | Детайлно геодезическо заснемане и топографско картиране на архипелага Земя на Франц Йосиф и откриване на 20 нови малки острова (общ брой острови в архипелага 191, площ 16500 км2) | Русия                                             |